# Косаківська Ірина Василівна
Ірина Василівна Косаківська (народилася 8 лютого 1952 в місті Крюків-на-Дніпрі, нині в складі міста Кременчук Полтавської області) — українська фізіологиня та біохімік рослин. Доктор біологічних наук (1997), професор (2009).

## Життєпис
Закінчила Київський університет (1974).
Відтоді працює в Інституті ботаніки НАН України (з перервою): від 2002 — головною науковою співробітницею, водночас 2004—2008 — заступницею директора з наукових питань; від 2014 року — завідувачкою відділу фітогормонології.
1981—1993 — вчений секретар Центрального республіканського ботанічного саду АН УРСР (зараз Національний ботанічний сад імені Миколи Гришка НАН України)
Дружина Леоніда Косаківського (1950 р.н.) — першого в незалежній Україні Київського міського голови.

## Науковиця
Вивчає:
- фізіологічно-біохімічні механізми адаптації рослин до стресів;
- характер та значення пристосувальних  змін білків і фітогормонів, які призводять до формування стійкості рослин та впливають на перебіг еволюційного процесу.

Є авторкою понад 330 наукових публікацій, шістьох монографій, у тому числі двох одноосібних:
1. Cherevchenko T.M., Kosakovskaya I.V. Perspectives of tropical orchids in space research // Orchid Biology. Reviews and Perspectives. V. (Ed. J. Arditti). — Timber Press; Portland, Oregon, 1990. — р. 251—263.
2. Косаківська І. В. Фізіолого–біохімічні основи адаптації рослин до стресів. — К.: Сталь, 2003. — 191 с.
3. Косаковская И. В. Стрессовые белки растений. — Київ: Інститут ботаніки НАН України, В-во Українського фітосоціологічного центру, 2008. — 151 с.
4. Веденичова Н. П., Косаківська І. В. Цитокініни як регулятори онтогенезу рослин за різних умов зростання. — Київ: Інститут ботаніки НАН України, друк. Наш формат, 2017. — 200 с.: іл. 26, табл. 18. — Бібліогр.: 594 джерела. Рецензія на монографію — В. Г. Кур'ята, проф., д.б.н. Рецензія на монографію — Коць С. Я., проф., д.б.н., чл.-кор. НАН України.
5. Фітогормональна система та структурно-функціональні особливості папоротеподібних (Polypodiaphyta) /Головний редактор І. В. Косаківська. — Київ: Наш формат, 2019. — 250 с.: іл. 106, табл. 16. — Бібліогр. 609 джерел.
6. І. В. Косаківська, В. А. Васюк, Л. В. Войтенко, М. М. Щербатюк. Гормональна система рослин за дії важких металів. – Київ: Інститут ботаніки НАН України, 2022. – 176 с.: іл. 50, табл. 4. — Бібліогр. 883 джерел. Рецензія на монографію — В. В. Моргун, проф., д.б.н., академік НАН України,  Стасик О.С,  д.б.н., чл.-кор. НАН України. Рецензія на монографію — Н. Ю. Таран, проф., д.б.н.